# 郑州路街道
郑州路街道，是中华人民共和国河南省洛陽市涧西区下辖的一个乡镇级行政单位。

## 行政区划
郑州路街道下辖以下地区：
洛耐社区、西苑社区、华源社区、龙四社区、高新社区和郑州路联盟社区。